# Journans
Journans – miejscowość i gmina we Francji, w regionie Owernia-Rodan-Alpy, w departamencie Ain.

## Demografia
Według danych na styczeń 2012 gminę zamieszkiwały 353 osoby, a gęstość zaludnienia wynosiła 145,3 osób/km².